# Portada/efemèride febrer 5
Ricard Viñes
« 4 de febrer · 5 de febrer · 6 de febrer »